# スポレート
スポレート（伊: Spoleto）は、イタリア共和国ウンブリア州ペルージャ県にある、人口約36,000人の基礎自治体（コムーネ）。
古代に起源を持つ都市で、中世には中部イタリア一帯を支配したスポレート公国（570年 - 1198年）の都であった。

## 名称
イタリア語以外では以下の名称を持つ。
- ラテン語: Spolentium （スポレンティウム）
- 地元方言: Spuléti

## 地理

### 位置・広がり
ペルージャ県南部、アペニン山脈の丘陵地帯に位置する。テルニから北北東へ約20km、フォリーニョから南へ約25km、リエーティから北北西へ約37km、県都・州都ペルージャから南南東へ約50km、ラクイラから北西へ約69kmの距離にある。

#### 隣接コムーネ
隣接するコムーネは以下の通り。括弧内のTRはテルニ県所属を示す。
- トレーヴィ - 北
- カンペッロ・スル・クリトゥンノ - 北
- ヴァッロ・ディ・ネーラ - 北東
- サンタナトーリア・ディ・ナルコ - 東
- スケッジーノ - 南東
- フェレンティッロ (TR) - 南
- モンテフランコ (TR) - 南
- テルニ (TR) - 南西
- アックアスパルタ (TR) - 西
- マッサ・マルターナ - 西
- ジャーノ・デッルンブリア - 北西
- カステル・リタルディ - 北西

### 気候分類・地震分類
スポレートにおけるイタリアの気候分類 (it) および度日は、zona E, 2427 GGである。
また、イタリアの地震リスク階級 (it) では、zona 1 (sismicità alta) に分類される。

## 歴史

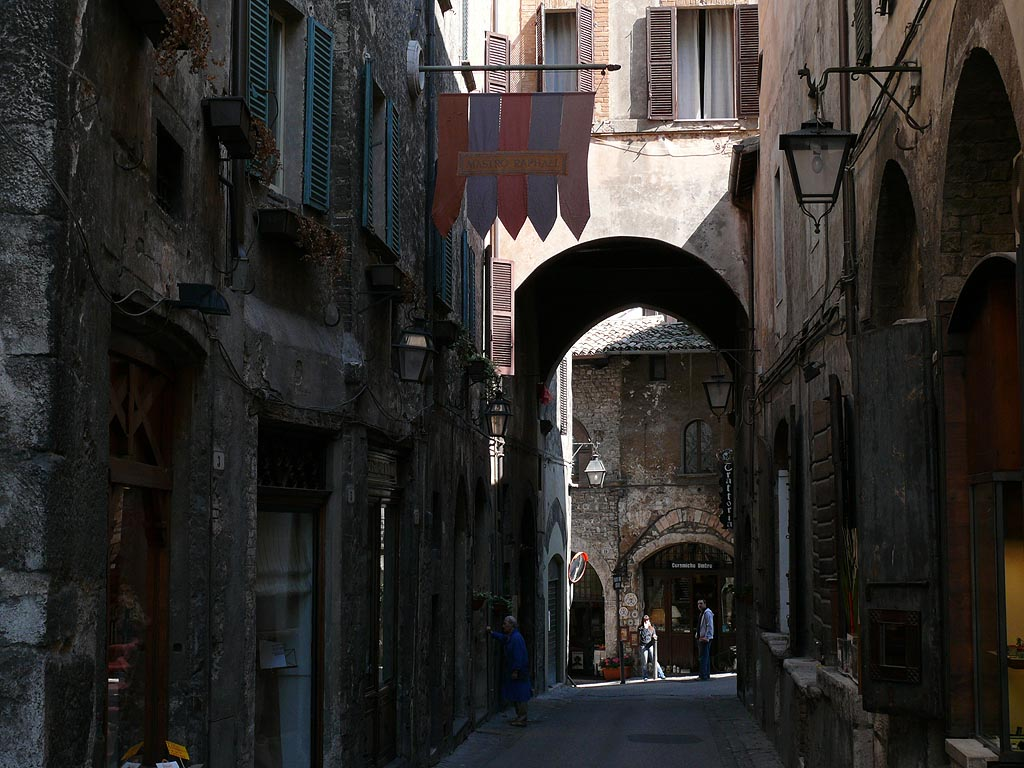
メルカート広場近くの小路

スポレートはフラミニア街道（ローマ＝リミニ間）の東の分線に位置する。ナルニで二つの道は分かれ、フォリーニョ近郊のフラミニ広場で再度合流する。古代の街道はノルチアへも通っていた。紀元前1世紀に建てられたサングイナリオ橋はいまもある。古代ローマ時代の広場は現在の市場の下に横たわっている。
広大で幅の広い谷の出入り口に位置し、周囲を山に囲まれたスポレートは、長く戦略的・地理的な要所とされてきた。この地方に元々住んでいたウンブリ族の重要な町として、初めて現れた。ウンブリ族は、紀元前5世紀に自分たちの定住地の周囲に壁を築いた。これらの壁の一部は今も見ることができる。
歴史的には最初スポレンティウム（Spolentium）という名で、共和政ローマ中期の紀元前241年に建設された植民市と記されている(Liv. Epit. xx; Vell. Pat. i.14)。キケロによればそれは 、忠実で名誉ある最初のラテン植民市（(ex) colonia Latina in primis firma et inlustri）であった。トラシメヌス湖畔の戦いの後（紀元前217年）、スポレンティウムは、住民に反撃されたハンニバルによって攻撃された。第二次ポエニ戦争の間、市はローマの有力な同盟者であった。
紀元前1世紀のマリウス・キンナ派とルキウス・コルネリウス・スッラの内乱では、キンナ派のプラエトル（法務官）ガイウス・カッリナスが立てこもり、勝利したスッラは紀元前82年にスポレンティウムを処罰したと伝わる。これによって退役兵の植民もしくは土地を没収され分配された可能性がある。その後、市はムニキピウムとなった。 
ローマ帝国支配のもと、市は再び繁栄していたようだったが、歴史上に触れられていない。マルティアリスはスポレンティウム産のワインについて語っている。アエミリアヌスはモエシアで部下の軍人らによって皇帝の座に上がった。彼はローマからの途上、3、4ヶ月の治世後、スポレートで殺害された（253年）。コンスタンティヌス1世のと（326年）とユリアヌス帝の勅裁書（362年）は、スポレートから始まっている。4世紀から、キリスト教の司教座の基盤があった。スポレート最古の殉教者は伝説であるが、ローマ教皇リベリウスからの354年の司教カエキリアヌスへの手紙に、最初の殉教者の記載がみられる。スポレートはその高い標高のため、ヴァンダル族と東ゴート族との戦争の間、要所となっていた。市を囲む壁はトーティラによって撤去された（プロコピウス, de Bello Gothico iii. 12）。
ロンゴバルド王国の元で、スポレートは自治権を持つ公国であるスポレート公国となった（570年）。スポレート公はイタリア中央部の相当な面積を治めていた。774年、公国は神聖ローマ帝国の一部となった。その他の封土とともに、強力なカノッサ女伯マティルデ・ディ・カノッサによって教皇グレゴリウス7世へスポレートは譲渡された。しかしこの時、自治を維持するための戦いが起きた。1155年、皇帝フリードリヒ1世によって市は破壊された。1158年、フリードリヒ1世はスポレート公国をエステ家のヴェルフ4世へ与えた。1123年、スポレートは教皇グレゴリウス9世によって最終的に占領された。皇帝オットー4世との領有をめぐる争いの後、1201年にオットー4世はスポレートを教皇へ与え教皇領となり、1213年より教皇庁の直接統治が始まった。教皇庁から派遣された知事（枢機卿）がスポレートを治めた。アヴィニョン捕囚の間、スポレートは1354年にアルボルノス枢機卿と教皇領を宗主国とする条約を結ぶまで、ゲルフとギベリンの抗争の犠牲となった。
ナポレオンのイタリア征服後、1809年、スポレートは短命に終わったフランスのトラジメーヌ県の県都となった。5年たったナポレオン没落後教皇領へ戻された。1860年、勇ましい防衛の後、スポレートはリソルジメントのため戦う軍によって確保された。

## 文化・観光
ドゥエ・モンディ祭（2世界祭り）　-　スポレート音楽祭とも。1958年から始まった。スポレートは小さな町で、住宅とその他商品とサービスは当時相対的に高くなく、2つの屋内劇場があり、ローマ時代の劇場や多くの遺跡があったことから、芸術祭の開催地としてジャン＝カルロ・メノッティによってスポレートは選ばれた。かなり首都ローマに近く、そして鉄道の連結が良好であった。これは重要な文化行事となり、毎年6月下旬から7月上旬に開催されている。
フェスティヴァルはイタリア有数の文化発表の場に成長した。3週間の日程で音楽、演劇、ダンスが行われる。時には現代彫刻展示の場にもなり、アレクサンダー・カルダーとその他の芸術家らによって芸術作品がスポレートに残された。
アメリカ合衆国で並行して開催されているのは、アメリカ・スポレート音楽祭といい、メノッティを巻き込んで1977年からサウスカロライナ州チャールストンで開かれている。スポレートとチャールストンは姉妹都市協定を結んで15年あまりであり、メノッティ家とアメリカ・スポレート音楽祭側の争いの後、1990年代初頭に分離が完了した。しかし、2007年2月のメノッティの死去に伴い、スポレートとチャールストンの両市が2つの祭りの再統合協議を始めた。スポレート市長マッシモ・ブルニーニは、2008年5月にチャールストンでの音楽祭開会式に出席した。
短期間であるが、メルボルンでスポレート音楽祭が開催されたことがある。
1992年、スポレート芸術シンポジウムが、世界中から才能ある人々をスポレートで学ばせる目的で始められた。現在15期目で、プログラムはオペラ、料理、ジャズ、執筆の学習、そして子供のキャンプがある。

### 建築物

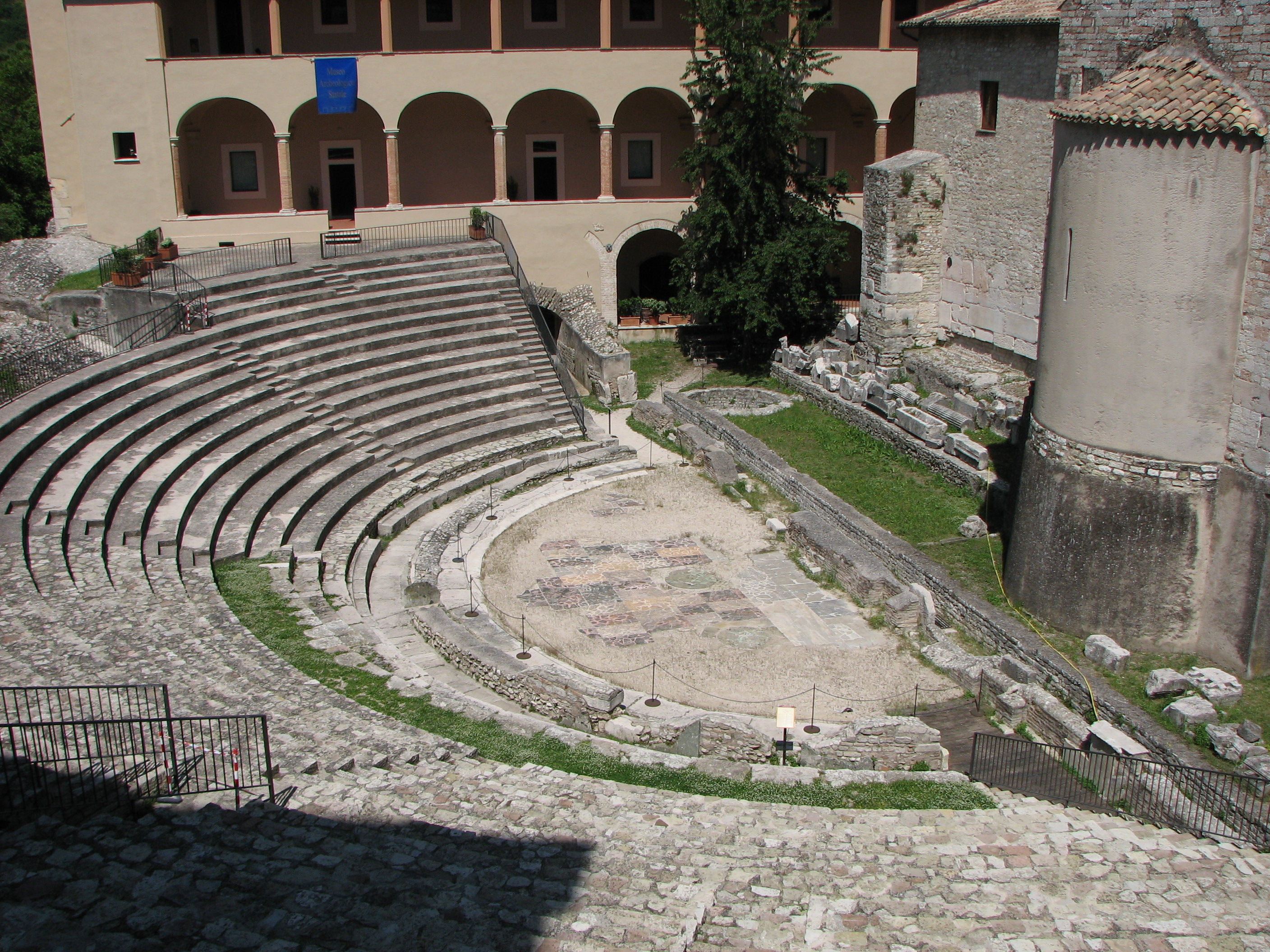
ローマ時代の劇場

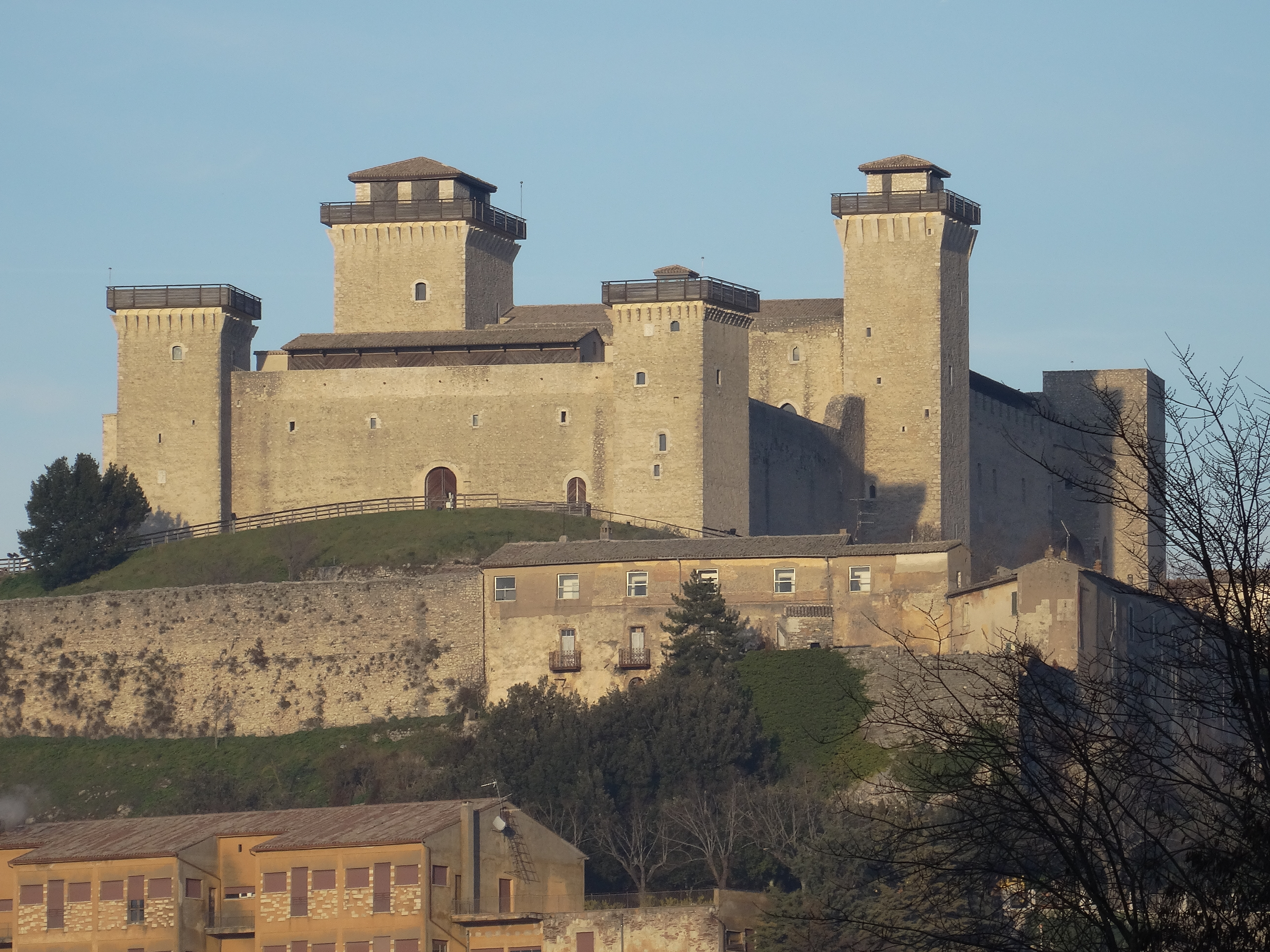
アルボルノツィアーナ城

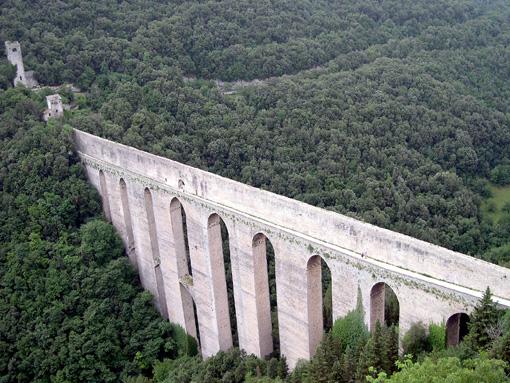
トーリ橋

- ローマ時代の劇場　-　広範囲で再建されている。旧サンターガタ教会がその場所を占めている。
- サングイナリオ橋（Ponte Sanguinario、血塗られた橋）　-　紀元前1世紀のローマ時代の橋。名前は、接する円形闘技場でキリスト教徒の処刑が昔から行われていたことに由来する。
- 円形闘技場　-　2世紀。545年、トーティラによって要塞に替えられた。中世には商店が並び、内部にはサン・グレゴリオ・ミノーレ教会が建てられた。その石は後にロッカを建てるのに使われた。
- パラッツォ・コムナーレ（Palazzo Comunale）　-　13世紀
- トーリ橋（Ponte delle Torri）　-　13世紀の目をひく水道橋。最初ローマ人によって建てられた。
- アルボルノツィアーナ城（Rocca Albornoziana）　-1359年から1370年に、アルボルノス枢機卿のためグッビオのマッテオ・ガッタポーネが建てた。ルクレツィア・ボルジアがスポレートを治めた際にもこの城に住んだ。6つの頑強な塔は2つの異なった内装をもつ。コルティーレ・デッレ・アルミ（Cortile delle Armi）は軍のためのもので、コルティーレ・ドノーレ（Cortile d'onore）は市長用であった。コルティーレ・ドノーレには2部屋のポーチに囲まれた中庭があった。有名な15世紀のフレスコ画に囲まれたカメラ・ピンタという部屋がある。多くの包囲戦に抵抗した後、城は1800年に監獄へ替えられ、20世紀後半まで使用されていた。現在修繕中である。
- パラッツォ・ラカニ＝アンコニ（Palazzo Racani-Anoni）　-　16世紀。ジューリオ・ロマーノの手によるすり切れたグラフィット装飾がある。中庭には有名な噴水がある
- シニョリーア宮殿（Palazzo della Signoria）　-　14世紀。市立美術館が入っている
- パラッツォ・ヴィジリ（Palazzo Vigili）　-　15世紀から16世紀。13世紀の塔トーレ・デローリオ（市内唯一の中世都市時代の塔）を含む。

### 教会

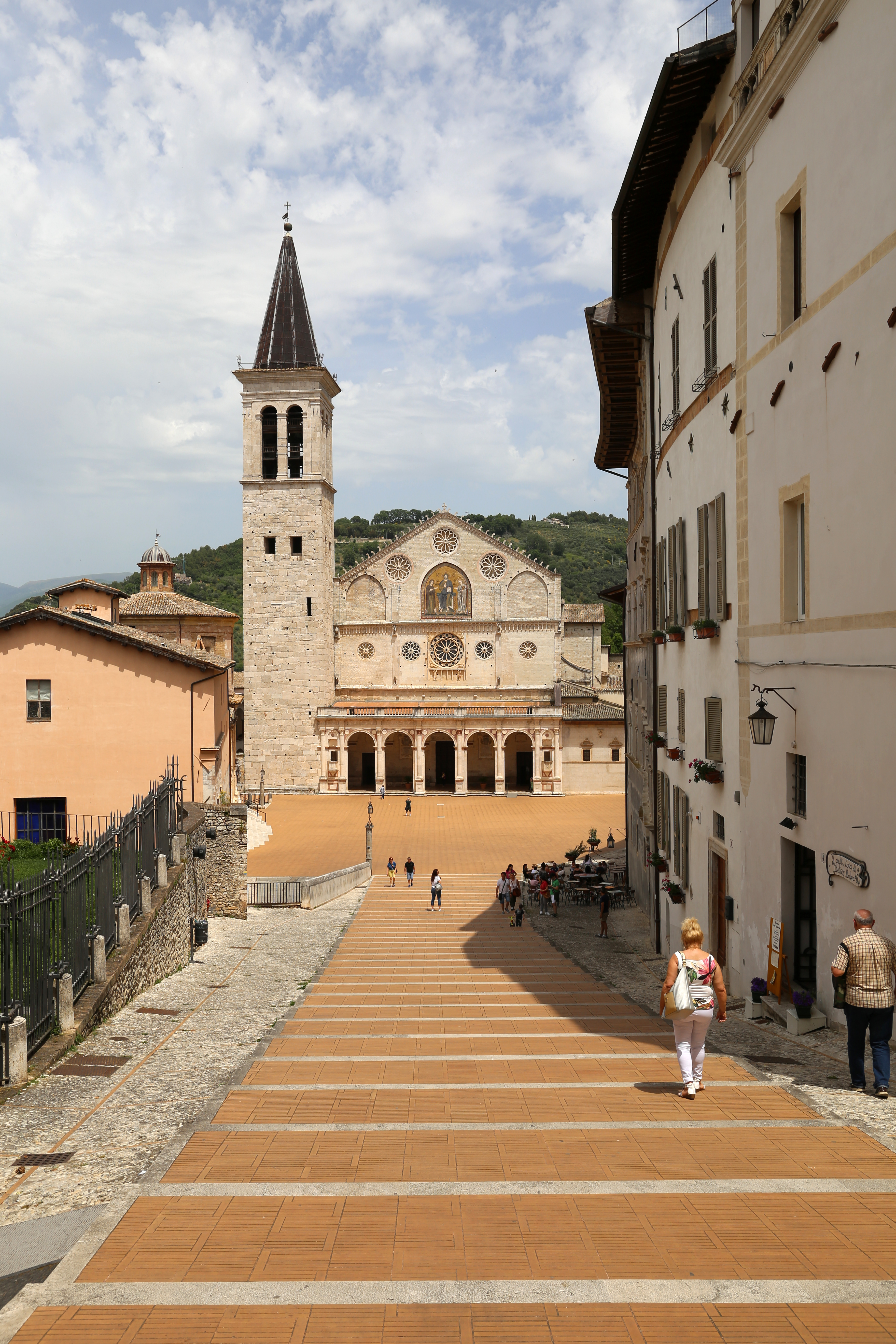
サンタ・マリア・アッスンタ聖堂

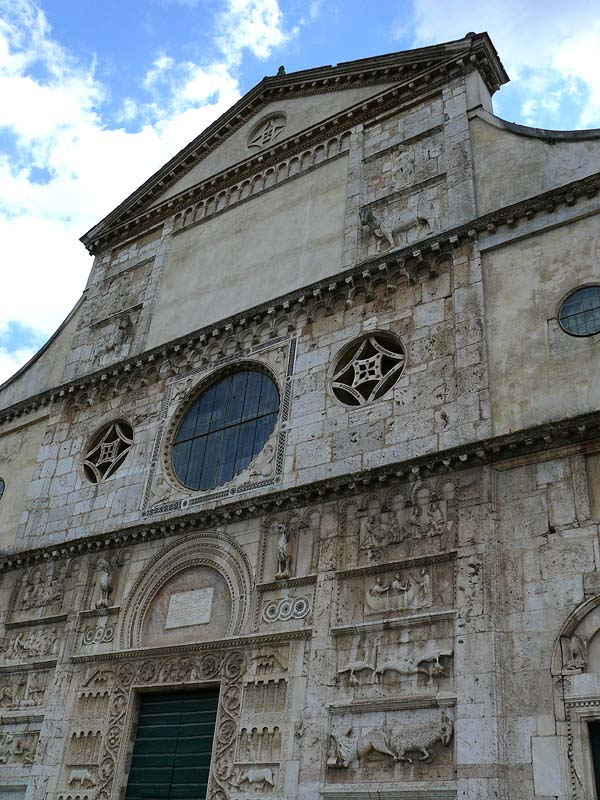
サン・ピエトロ教会のファサード

- サンタ・マリア・アッスンタ聖堂（Cattedrale di Santa Maria Assunta）　-　ドゥオモとも。1175年頃建設が始まり、1227年完成。ロマネスク様式の大建築内には、1469年にスポレートで死んだフィリッポ・リッピの墓（息子フィリッピーノ・リッピが設計）がある。聖堂内には、アッシジのフランチェスコが書いた写本がある。
- サン・ピエトロ教会（Chiesa di San Pietro）　-　419年、古代のネクロポリス上に建てられ、ペトロの聖遺物を所有する。12世紀に再建が始まり（建設は15世紀まで続いた）、このときに顕著なロマネスク様式のファサードが加わった。これはバラ窓のある3つの扉があり、地元の芸術家による壮麗なレリーフ装飾を持つ。
- サン・サルヴァトーレ教会（Chiesa di San Salvatore）　-　4世紀から5世紀。ローマ神殿の神像安置室と一体となった。初期キリスト教建築の重要なものの一つ。
- サン・ポンツィアーノ教会　-　市城壁外にある有名な複合建築。スポレートの守護聖人へ捧げられた。12世紀にロマネスク様式で建てられたが、のちにジュゼッペ・ヴァラディエルによって修正された。しかし納骨堂は手つかずのままで、5つの小さな本堂と小さな十字型ヴォールトを持つアプス、古代ローマ時代の建物から石を再利用した石柱、14世紀から15世紀のフレスコ画をもつ。
- サンタ・マリア・デッラ・マンナ・ドーロ教会（Chiesa Santa Maria della Manna d'Oro）　-　ドゥオモ近くにある8角形の大建築。16世紀から17世紀に、スポレート商人の保護を聖母に感謝して建てられた。
- サン・ドメニーコ教会（Chiesa di San Domenico）　-　13世紀。白とピンク色の石が使われたゴシック建築。内部にはジョヴァンニ・ランフランコによるフレスコ画と絵画がある。納骨堂はペトロに献堂した旧教会で、フレスコ画の壁画がある。
- サン・グレゴリオ・マッジョーレ教会（Chiesa di San Gregorio Maggiore）　-　11世紀から12世紀。近年、修繕されたロマネスク建築の教会。ファサードには2つのスロープと16世紀のポーチがある。14世紀のインノケント礼拝堂は有名な洗礼盤を持つ。主要な外観は高い鐘楼で、15世紀に完成した。内部には3つの本堂がある（石柱と柱はローマ時代の建築から石を再利用した）
- 旧サンティ・ジョヴァンニ・エ・パオロ教会　-　ロマネスク様式。聖母と聖人たちを描いた13世紀のフレスコ画がある。内部のフレスコ画は13世紀から15世紀のもので、トマス・ベケットの殉教を描いた最古の作品とされる絵画（アルベルト・ソティオ画）とアッシジのフランチェスコの絵がある。
- サンタ・エウフェミア教会（Chiesa di Santa Eufemia）　-　12世紀。ロンバルディアとヴェネトの影響を受けたロマネスク建築の注目すべき例。内部には3つの本堂と石柱（ローマ建築からの再利用）がある。
- サン・パオロ・インテル・ヴェネアス教会（Chiesa di San Paolo Inter Vineas）　-　10世紀。典型的なスポレートのロマネスク教会。ファサードのバラ窓が目をひく。
- 旧サン・ニコロ修道院及び教会　-　聖アウグスチノ会派。1304年。スポレートで珍しいゴシック様式。本堂一つの小さな教会で、中方立てのある窓を持つ壮麗な多角形のアプスをもつ。アプスの下にはサンタ・マリア・デッラ・ミゼリコルディア教会がある。この教会は2つの回廊があり、さらに最近付属されたものは15世紀のものである。
- サン・フィリッポ・ネリ教会　-　17世紀半ばのバロック様式。スポレート出身のロレート・セッリが設計。同時代のローマの教会に触発されている。
- サンタンサーノ教会　-　ローマ神殿（1世紀）と中世の納骨堂を含む古い建物の一連上に18世紀に建てられた。回廊は16世紀からある。

## スポーツ
今までに3度、ジロ・デ・イタリアの会場となった。バレーボール・クラブチームのオリオ・ヴェントゥリ・スポレートは、1991/1992シーズンに優勝争いに加わっていた。

## 行政
- 山岳共同体 「Monti Martano e Serano」に所属
- Associazione Rete Italiana Città Sane - OMS
- Associazione Nazionale Città del Vino
- Città dell'Olio

### 分離集落
スポレートには、以下の分離集落（フラツィオーネ）がある。
- Acqualacastagna, Acquaiura, Ancaiano, Arezzola, Azzano, Baiano, Balduini, Bazzano Inferiore, Bazzano Superiore, Beroide, Belvedere, Borgiano, Camporoppolo, Campo Salese, Caprareccia, Casal della Valle, Casal di Mezzo, Casigliano, Castagnacupa, Catinelli, Cappuccini, Cerqueto, Cese, Colle Attivoli, Collerisana, Collicelli, Cortaccione, Crocemaroggia, Eggi, Fabbreria, Fogliano, Forca di Cerro, Icciano, Madonna di Baiano, Maiano, Messenano, Milano, Molinaccio, Montebibico, Montelirossi, Monteluco, Monte Martano (sorge sull'omonimo monte ed è sede di un castello), Morgnano, Morro, Ocenelli, Palazzaccio, Patrico (in cui si trova Mustaiole), Perchia, Petrognano, Pincano, Pompagnano, Pontebari, Poreta, Protte, Rapicciano, Roselli, Rubbiano, San Brizio, San Giacomo, San Giovanni di Baiano, San Gregorio di Ocenelli, San Martino in Trignano, San Nicolò, San Sabino, San Severo, San Silvestro, Santa Croce, Sant'Anastasio, Sant'Angelo in Mercole, Santo Chiodo, San Venanzo, Scatarci, Silvignano, Somma, Strettura, Sterpeto, Sustrico, Terraia, Terzo la Pieve, Terzo San Severo, Testaccio, Torrecola, Torricella, Uncinano, Valdarena, Valle San Martino, Vallocchia

## 姉妹都市
- チャールストン、 アメリカ
- シュヴェツィンゲン、 ドイツ
- オランジュ、 フランス
- ツェティニェ、 モンテネグロ
- カハマルカ、 ペルー